# Alex Russell (Schauspieler)

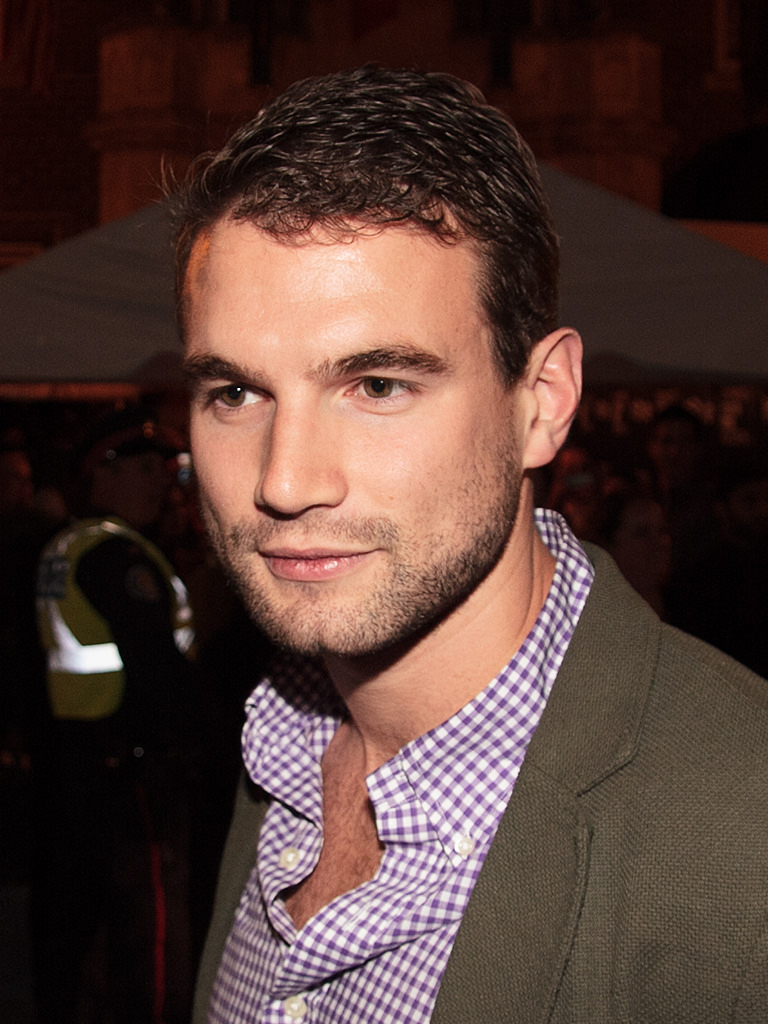
Alex Russell (2014)

Alexander „Alex“ Russell (* 11. Dezember 1987 in Brisbane, Queensland) ist ein australischer Schauspieler und Regisseur.

## Leben
Alex Russell ist Sohn einer Krankenpflegerin und eines Chirurgen und wuchs gemeinsam mit seinem jüngeren Bruder und seiner jüngeren Schwester in Rockhampton auf. In Rockhampton besuchte er die Grammar School, was in Deutschland etwa mit dem Gymnasium gleichzusetzen ist, welche er 2004 abschloss. Im Anschluss besuchte er das National Institute of Dramatic Art in Sydney, welches er 2008 abschloss.
Alex Russell gab sein Schauspieldebüt im Jahr 2010, als er in dem australischen Thriller Wasted on the Young die Rolle des Zack übernahm. Es folgten einige Engagements in Kurzfilmen, bevor er 2012 als Matt Garetty im Science-Fiction-Film Chronicle – Wozu bist Du fähig? zu sehen war. Weitere Filmrollen folgten als Ryan in Bait 3D – Haie im Supermarkt, als Seeker Burns in Seelen und als Billy Nolan im US-Horrorfilm Carrie, dem Remake des 1976 veröffentlichten Carrie – Des Satans jüngste Tochter.
In Filmen wie Believe Me, Unbroken und Cut Snake konnte Russell größere Neben- und auch Hauptrollen übernehmen, bevor er 2017 durch die Rollen des Kevin Gale und des Andrew Ashcraft aus den Filmen Jungle und No Way Out – Gegen die Flammen endgültig in Hollywood Fuß fasste. Ebenfalls 2017 übernahm er als Officer Jim Street eine der Hauptrollen in der CBS-Serie S.W.A.T. Ab dem Jahr 2020 führte er auch bei einigen Episoden Regie.

## Filmografie (Auswahl)
Schauspieler
- 2010: Wasted on the Young
- 2010: Almost Kings
- 2011: The Best Man (Kurzfilm)
- 2011: Halloween Night (Kurzfilm)
- 2012: Chronicle – Wozu bist Du fähig? (Chronicle)
- 2012: NTSF:SD:SUV:: (Fernsehserie, Episode 2x01)
- 2012: Bait 3D – Haie im Supermarkt (Bait 3D)
- 2013: Seelen (The Host)
- 2013: Carrie
- 2014: Cut Snake
- 2014: Believe Me
- 2014: Unbroken
- 2014: Galyntine (Fernsehfilm)
- 2016: Goldstone
- 2016: Pacific Standard Time
- 2017: Izzy Gets the Fuck Across Town
- 2017: Jungle
- 2017: Rabbit
- 2017: No Way Out – Gegen die Flammen (Only the Brave)
- 2017–2024: S.W.A.T. (Fernsehserie, 129 Episoden)
- 2018: Brampton's Own
- 2020: Under My Skin

Regisseur
- 2013: Love and Dating in LA! (Kurzfilm)
- 2018: Come Correct (2018)
- 2020–2024: S.W.A.T. (Fernsehserie, 3 Episoden)